# 1960年ローマオリンピックのフィンランド選手団
1960年ローマオリンピックのフィンランド選手団（1960ねんローマオリンピックのフィンランドせんしゅだん）は、1960年8月25日から9月11日にかけてイタリアの首都ローマで開催された1960年ローマオリンピックのフィンランド選手団、およびその競技結果。

## 概要
今大会は金メダル1個、銀メダル1個、銅メダル3個の合計6個のメダルを獲得した。

## メダル
| メダル | 選手名                   | 競技 | 種目       |
| ------ | ------------------------ | ---- | ---------- |
| 銅     | エーレス・ランドストレム | 陸上 | 男子棒高跳 |